# La noia que somiava un llumí i un bidó de gasolina
|  | Per a la pel·lícula basada en el llibre d'Stieg Larsson, vegeu l'article La noia que somiava un llumí i un bidó de gasolina (pel·lícula) |

La noia que somiava un llumí i un bidó de gasolina, (Flickan som lekte med elden en suec; literalment "La noia que jugava amb el foc") és una novel·la del periodista i escriptor suec Stieg Larsson.
Es tracta d'una novel·la policíaca, i és el segon llibre de la trilogia Millennium. Va precedit per Els homes que no estimaven les dones i seguit per La reina al palau dels corrents d'aire. L'autor va entregar les tres novel·les alhora a la seva editora, tres mesos abans de morir d'una sobtada crisi cardíaca, el 2004, i mai ha conegut l'èxit que ha tingut la seva obra. En 2005 es va publicar per primera vegada en suec i en 2008 per primera vegada en català. En català se n'han fet nou edicions des d'octubre de 2008 fins a octubre de 2009. La traducció va ser feta per n'Albert Vilardell en 2008.
Se n'ha fet una pel·lícula de cinema amb el mateix títol, dirigida per Daniel Algredson i estrenada a Suècia en 2009. A Catalunya Sud es va estrenar en català el 2009 i a la Catalunya Nord (i a la resta de França), en francès, a l'estiu de 2010.

## Argument
La investigadora Lisbeth Salander fa unes merescudes vacances per mig món, lluny del periodista Mikael Blomkvist, dels secrets de la família Vanger i del seu odiat tutor Nils Bjurman. Per la seva banda, en Mikael Blomkvist passa un molt bon moment: reconegut per tots els mitjans del país i amb la revista Millenium donant importants beneficis, està a punt de llançar un número especial que posarà al descobert una xarxa de prostitució de nenes menors d'edat, a la qual estan implicats els més alts estaments de la societat sueca. Però un triple assassinat fa que els destins de la Lisbeth i en Mikael es tornin a encreuar, per bé que aquesta vegada és la Lisbeth qui apareix com a sospitosa. Aquest nou cas, com en el llibre anterior, els durà a revelacions sorprenents i fets inesperats però aquest cop a més posarà a prova la confiança que hi havia entre els dos protagonistes.

## Personatges principals
- Mikael Blomkvist, redactor en cap de la revista Mil·lenni, famós després d'haver destapat un explosiu cas de corrupció del totpoderós industrial suec Hans-Erik Wennerstrom.
- Lisbeth Salander, jove investigadora d'estètica gòtica, furonera i inadaptada socialment.
- Dag Svensson, jove i brillant periodista relacionat amb Mil·lenni a partir d'uns articles sobre el tràfic sexual.
- Nils Bjurman, advocat corrupte i tutor de la Lisbeth Salander.
- Alexander Zalachenko (Zala), misteriós i temut personatge que sembla estar darrere del turbulent tràfic sexual.
- Bublanski, inspector de la Policia d'Estocolm, encarregat de la investigació d'un triple assassinat.